# Kassai János Antal
Kassai János Antal, Joannes Antoninus Cassoviensis, vagy Antoninus János (Kassa, 1499 – Krakkó 16. század) orvosdoktor.

## Élete
Alsóbb iskoláit szülővárosában, Kassán végezte, felsőbbeket pedig Krakkóban, ahol 1517-ben nyerte el a „szabadművészetek koszorúsa” címet, majd Padovában vagy Tübingenben orvosdoktori oklevelet kapott 1523-ban. 1524-ben Bázelben ismerkedett meg Rotterdami Erasmus-szal, akit hólyagkő-rohammal kezelt. Később Krakkóban megnősült, egy aranyműves leányát vette feleségül. Mikor Krakkóba érkezett, kigyógyította betegségéből az ottani püspököt és alkancellárt, Piotr Tomickit (Tomicius Pétert), aki hálából a királyi orvosok rendébe iktatta. Halálnak időpontja bizonytalan, különböző források 1547 és 1563 közé teszik.

## Munkái
1. Theriobulia Joannis Dubrauij Iurisconulti & Equitis aurati de Regijs praeceptis. Cracouiae, 1521. (A kiadó ajánló levele Erdzijeschow Jakab krakkói kanonoknak.)
2. De Tvenda Bona Valetudine. Ad Petrom Tomicium Pontificem Cracoviensem, Regnique Poloniae Cancellarium, Immortalitate Dignissimum scriptum. Uo. 1535. (De tuenda bona valetudine.)
3. Elegia in obitum incomparabilis Praesulis petri Tomicii. Uo. 1535.
4. Elegia in obitum magni Erasmi Rotterdami praecipui studiorum instauratoris. Uo. 1536.
5. Epitalamii Serenissimo Regi Poloniae Domino Sigismvndo Augvsto A Clemente Ianicio, poeta laureato, vita iam functo, scripti, editio posthuma... Uo. 1543. (A kiadók: Joannes Antoninus Cassoviensis és Augustinus Rotundus, Maciejowski Sámuel polczki püspöknek ajánlják.)
6. Epigrammata in Antonium, Patrem suum, civem Cassouiensem, inque paternos amicos. Uo. 1544.

Gyászversei vannak a Pannoniae Luctus...Krakkó 1544. c. munkában.